# Tangara guttata
Tangara guttata là một loài chim trong họ Thraupidae.